# Searsia mysorensis
Searsia mysorensis är en sumakväxtart som först beskrevs av George Don jr, och fick sitt nu gällande namn av Moffett. Searsia mysorensis ingår i släktet Searsia och familjen sumakväxter. Inga underarter finns listade i Catalogue of Life.